# Mirna Mazić
Mirna Mazić (Zagreb, 24. prosinca 1985.), hrvatska je košarkašica, članica hrvatske košarkaške reprezentacije a igra na poziciji centra. Članica je turskog Abdullah Gula.

## Karijera
Mirna je profesionalnu karijeru započela 2003. godine u SAD-u, 2006. igra u Italiji za Umana Venezia, od 2006. do 2009. u Hrvatskoj za ŽKK Medveščak Zagreb, 2009. prelazi u grčki Ravenna Esperides 2010. i 2011. igra za poljski Energa Toruń, da bi se 2011. ponovo vratila u Grčku ovaj puta u Panionios za koji i sada igra.
2005. je bila članicom hrvatske ženske košarkaške reprezentaciju za igračice do 20 godina koja je osvojila 5. mjesto., a s njom su još igrale Iva Ciglar, Josipa Bura (3. po šutu za dvicu), Sanda Tošić (5. po šutu za tricu), Monika Bosilj (najbolja izvođačica slobodnih bacanja) i druge, a izbornica je bila Linda Antić-Mrdalj.
Na MI 2005. u španjolskoj Almeriji osvojila je srebro.
Sudjelovala je na završnom turniru europskog prvenstva 2007. godine.
2008. je bila u skupini igračica koje su izborniku Nenadu Amanoviću otkazale poziv za pripreme za EP 2009.